# James Douglas Ogilby
Pour les articles homonymes, voir Ogilby.
James Douglas Ogilby est un ichtyologiste australien, né le 16 février 1853 à Belfast et mort le 11 août 1925 à Brisbane.

## Biographie
Il est le fils du naturaliste William Ogilby (1808-1873). Après ses études au Winchester College et au Trinity College de Dublin, il travaille pour le British Museum. Il s’intéresse aux oiseaux et aux poissons et voyage aux États-Unis d'Amérique. En 1884, il obtient un poste d’assistant au Australian Museum de Sydney et se marie, la même année, avec Mary Jame Jameson.
James Douglas Ogilby fait paraître de nombreux articles sur les reptiles, les mammifères et les poissons d’Australie. Il est élu membre de la Linnean Society of London en 1887. Il travaille au British Museum, puis à l'Australian Museum à Sydney, dont il est licencié en 1890 à cause de son alcoolisme. Il continue cependant d’étudier la faune australienne sur une base contractuelle.
Vers 1903, il s’installe à Brisbane où il travaille comme ichtyologiste au Queensland Museum. Il devient quelques années plus tard, membre de la Royal Society of Queensland. Il cosigne de nombreuses publications avec son ami Allan Riverstone McCulloch (1885-1925).

## Liste partielle des publications
- 1887 : Catalogue of Fishes and Other Exhibits at the Royal Aquarium, Bondi.
- 1892 : Catalogue of Australian Mammals.
- 1893 : Edible Fishes and Crustaceans of New South Wales.

## Source
- (en) Australian Dictionary of Biography Online Edition